# Архиепархия Аддис-Абебы
Архиепархия Аддис-Абебы (лат. Archieparchia Neanthopolitana) — архиепархия Эфиопской католической церкви с центром в городе Аддис-Абеба, Эфиопия. Архиепархия Аддис-Абебы распространяет свою юрисдикцию на территорию региона Амхара и часть территории регионов Афара, Бенишангул-Гумуза и Оромии. В митрополию Аддис-Абебы входят епархии Адди-Грата, Эмдибира, Бахр-Дара — Дэссе. Кафедральным собором архиепархии Аддис-Абебы является церковь Рождества Пресвятой Богородицы.

## История
В 1839 году Святой Престол учредил апостольскую префектуру Абиссинии, выделив её из апостольского викариата Сирии, Египта, Аравии и Кипра (сегодня — апостольский викариат Алеппо).
4 мая 1846 года апостольская префектура Абиссинии передала часть своей территории для возведения апостольского викариата Галлы (сегодня — апостольский викариат Харэра).
В 1847 году апостольская префектура Абиссинии была преобразована в апостольский викариат.
7 марта 1928 года Римский папа Пий XI издал бреве «Romanorum Pontificum», которым поручил апостольскому администратору апостольского викариат Абиссинии управлять верующими, проживающими на территории Египта и Аравии.
25 марта 1937 года Римский папа Пий XI издал буллу «Quo in Aethiopia», которой упразднил апостольский викариат Абиссинии, а его территорию передал новообразованным апостольскому викариату Эритреи, апостольским префектурам Тигре (сегодня — епархия Адди-Грата), Дессие, Гондара и апостольскому викариату Аддис-Абебы.
31 октября 1951 года Римский папа Пий XII издал буллу «Paterna simper», которой упразднил апостольские префектуры Дессие, Гондара и Эмдибира, а их территорию передал апостольскому экзархату Аддис-Абебы Эфиопской католической церкви.
20 февраля 1961 года Римский папа Иоанн XXIII издал буллу «Quod Venerabiles», которой возвёл апостольский экзархат Аддис-Абебы в ранг архиепархии.
25 ноября 2003 года и 19 января 2015 года архиепархия Аддис-Абебы передала часть своей территории для возведения новых епархий Адди-Грата и Бахр-Дара — Дэссе.

## Ординарии архиепархии
- святой Юстин де Якобис (10.03.1839—31.07.1860);
- Lorenzo Biancheri (31.07.1860—11.09.1864);
- Louis Bel (11.07.1865—1.03.1868);
- Carlo Delmonte (25.06.1869—29.11.1869);
- Jean-Marcel Touvier (29.11.1869—4.08.1888);
- епископ Jean-Jacques Crouzet (1.08.1886—16.01.1896) — назначен апостольским викарием апостольского викариата Южного Мадагаскара (сегодня — Епархия Тулагнару);
- епископ Giovanni Maria Emilio Castellani (25.03.1937—13.12.1945);
- епископ Hailé Mariam Cahsai (24.02.1951—9.04.1961) — назначен епископом Адди-Грата;
- архиепископ Asrate Mariam Yemmeru (9.04.1961—24.02.1977);
- кардинал Паулос Цадуа (24.02.1977—11.09.1998);
- кардинал Бырханэйэсус Дэмрэв Сурафел (7.07.1999 — по настоящее время).

## Статистика
| год  | население | население  | население | священники | священники        | священники         | священники                           | постоянные диаконы | монахи  | монахи  | приходы |
| год  | католики  | всего      | %         | всего      | белое духовенство | черное духовенство | число католиков на одного священника | постоянные диаконы | мужчины | женщины | приходы |
| ---- | --------- | ---------- | --------- | ---------- | ----------------- | ------------------ | ------------------------------------ | ------------------ | ------- | ------- | ------- |
| 1970 | 26.500    | 7.300.000  | 0,4       | 75         | 17                | 58                 | 353                                  |                    | 84      | 62      | 14      |
| 1980 | 33.800    | 13.307.000 | 0,3       | 73         | 19                | 54                 | 463                                  |                    | 78      | 105     | 22      |
| 1990 | 46.621    | 14.256.000 | 0,3       | 79         | 23                | 56                 | 590                                  |                    | 185     | 145     | 23      |
| 1999 | 51.732    | 19.822.163 | 0,3       | 172        | 29                | 143                | 300                                  |                    | 301     | 221     | 29      |
| 2000 | 20.643    | 20.195.700 | 0,1       | 175        | 33                | 142                | 117                                  |                    | 307     | 219     | 29      |
| 2001 | 49.852    | 20.705.590 | 0,2       | 167        | 25                | 142                | 298                                  |                    | 307     | 219     | 29      |
| 2002 | 51.196    | 21.265.000 | 0,2       | 169        | 27                | 142                | 302                                  |                    | 248     | 219     | 33      |
| 2003 | 34.204    | 21.881.685 | 0,2       | 157        | 21                | 136                | 217                                  |                    | 188     | 207     | 21      |
| 2004 | 32.210    | 16.472.490 | 0,2       | 158        | 22                | 136                | 203                                  |                    | 226     | 207     | 14      |
| 2006 | 27.620    | 25.274.000 | 0,1       | 114        | 24                | 90                 | 242                                  |                    | 205     | 253     | 20      |
| 2007 | 27.580    | 25.896.000 | 0,1       | 58         | 25                | 33                 | 475                                  | 1                  | 92      | 252     | 23      |
| 2009 | 23.966    | 27.276.000 | 0,1       | 109        | 30                | 79                 | 219                                  |                    | 124     | 299     | 30      |
| 2012 | 27.024    | 28.781.000 | 0,1       | 151        | 25                | 126                | 178                                  | 1                  | 166     | 320     | 25      |
| 2015 | 10.302    | 14.844.000 | 0,1       | 157        | 17                | 140                | 65                                   |                    | 155     | 275     | 23      |
| 2016 | 10.410    | 15.000.000 | 0,1       | 79         | 14                | 65                 | 132                                  |                    | 125     | 247     | 14      |
| 2018 | 10.900    | 15.340.000 | 0,1       | 81         | 14                | 67                 | 134                                  |                    | 184     | 274     | 14      |

## Источник
- Annuario Pontificio, Libreria Editrice Vaticana, Città del Vaticano, 2003, ISBN 88-209-7422-3
- Бреве Romanorum Pontificum Архивная копия от 27 марта 2010 на Wayback Machine, AAS 20 (1928), стр. 219  (лат.)
- Булла Quo in Aethiopia Архивная копия от 14 июня 2010 на Wayback Machine, AAS 29 (1937), стр. 363  (лат.)
- Булла Paterna semper Архивная копия от 3 февраля 2020 на Wayback Machine, AAS 44 (1952), стр. 253  (лат.)
- Булла Quod venerabiles Архивная копия от 7 октября 2013 на Wayback Machine, AAS 53 (1961), стр. 648  (лат.)